# Léopold Speekaert
Léopold Speekaert, né à Bruxelles le 5 juillet 1834 et mort à Saint-Gilles en janvier 1916, est un peintre et un dessinateur belge.
Fervent adepte du réalisme, et de la peinture en plein air, son œuvre comprend trois cycles principaux : les paysages, les vues de Bruxelles et l'humanité et les plaies sociales. 
Philanthrope, Léopold Speekaert lègue son hôtel particulier à la commune de Saint-Gilles, à condition d'y conserver sa collection d'art et ses œuvres personnelles. 

## Biographie

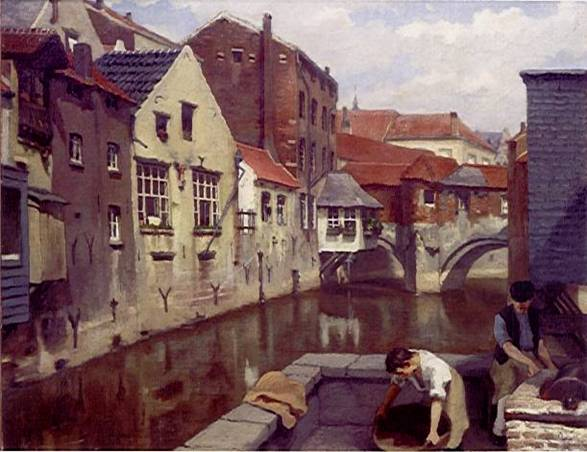
Léopold Speekaert, Ancien lavoir sur La Senne, Hôtel de Ville de Saint-Gilles.

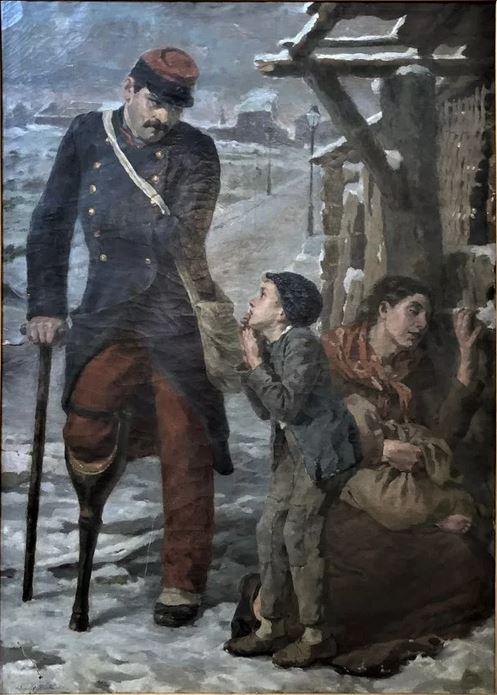
Léopold Speekaert, La Guerre, cycle des plaies ssociales.

### Famille et formation
Léopold Louis Marie Désiré Speekaert, né à Bruxelles le 5 juillet 1834, est le fils de Guillaume Speekaert, fabricant de cotonnettes exposant dans les années 1830 aux expositions des produits nationaux à Bruxelles, et auparavant caporal des pompiers, et de Marie Agnès Sporckx, mariés en 1819. Léopold Speekaert épouse à Saint-Gilles le 8 avril 1908 Amélie Mathilde Demanet (née à Ixelles le 6 avril 1846), artiste peintre représentant des fleurs et des paysages.
Il reçoit sa première formation auprès du peintre Jean-Baptiste Van Eycken à l'Académie royale des beaux-arts de Bruxelles. En 1853, il s'inscrit comme élève à l'Atelier Libre Saint-Luc, sous la direction du peintre Ernest Slingeneyer. Il y rencontre Louis Dubois, qui partage son admiration pour l'œuvre de Gustave Courbet et Eugène Smits, deux artistes anticonformistes qui influencent notablement le jeune étudiant. Dans ce même atelier, il fréquente aussi Félicien Rops, Alfred Verwéee, ou encore Hippolyte de La Charlerie.

### Carrière
En 1869, il devient membre de la Société Libre des Beaux-Arts, qui regroupe les principaux peintres réalistes belges. En 1878, il adhère à l'association d'artistes bruxellois La Chrysalide, fondée deux ans plus tôt et comptant de nombreux artistes issus de l'avant-garde. En novembre 1884, lorsque Charles Goethals, président du cercle Les Hydrophiles démissionne, c'est Léopold Speekaert qui devient président de l'association artistique. En 1886, il rejoint le Groupe des XX sur invitation.
Léopold Speekaert peint principalement des sujets allégoriques et mythologiques au début de sa carrière, puis il se concentre sur les paysages de la région bruxelloise, les paysages urbains du vieux Bruxelles, les fleuves belges, ou les bords de Meuse, pratiquant la peinture en plein air. Il a également réalisé des créations pour l’industrie de l’art, notamment des lustres. 
D'autre part, dans les années 1870, il représente volontiers des personnages marginaux appartenant au « cycle des plaies sociales ». Il dénonce l'alcoolisme, le proxénétisme, la guerre et l'ignorance en traitant des valeurs morales et existentielles. Son style réaliste heurte certains critiques. Lorsqu'il expose au Salon de Bruxelles de 1878 L'Ivrognerie, le Journal de Bruxelles estime cette toile d'un réalisme bien écœurant et s'interroge sur la fin de cette manie de représenter les plaies sociales les plus repoussantes. En 1884, Camille Lemonnier qualifie ses toiles antérieures comme un « danger public ».
Dès la fin des années 1870, Léopold Speekaert demeure dans un hôtel particulier no 114 avenue de la Toison d'Or, où il possède son atelier. En 1898, après une longue période au cours de laquelle il a très peu exposé, il présente 124 toiles, de même que neuf dessins et trois aquarelles, dans une galerie aménagée au rez-de-chaussée de son hôtel particulier. Émile Verhaeren souligne, à cette occasion, que Léopold Speekaert fait partie d'une pléiade de vrais peintres solides et puissants. Il remarque la grande variété des sujets traités par le peintre réaliste et ennemi du coloris factice et convenu, saisissant l'effet exact, dessinant avec rigueur et précision. Sa vision sincère est assujettie à un certain parti pris de dominante grise. Ses paysages s'en trouvent quelque peu uniformisés, toutefois certains d'entre eux sont plus sensibles aux variations lumineuses.

### Héritage
Sans descendance, Léopold Speekaert lègue l'hôtel Speekaert, et sa collection d'art, de même qu'un capital considérable destiné à l'édification d'un orphelinat et d'un musée dédié à son œuvre, à la commune de Saint-Gilles. Le peintre meurt à Saint-Gilles, à l'âge de 81 ans, quelques jours avant le 22 janvier 1916.

## Œuvres

### Expositions
- Salon de Bruxelles de 1860 : Nymphes surprises par l'hiver, allégorie, La Débutante, Retiré des affaires et Entrez ![11].
- Salon d'Anvers de 1861 : L'Oracle de la prairie[12].
- Salon de Bruxelles de 1863 : Adam et Ève et L'Oracle de la prairie[13].
- Salon de Gand de 1868 : Une Cour et La Fileuse[14].
- Salon de Bruxelles de 1869 : Femme du Peuple, Le Canal de Willebroek, Coin du vieux Bruxelles.
- Salon de Bruxelles de 1872 : Jeune fille, La Recette, Ten-Noeye, à vol d'oiseau et Paysage[15].
- Salon de Gand de 1874 : Juin[16].
- Salon d'Anvers de 1873 : Le Sphinx[17].
- Salon de Bruxelles de 1875 : Paysage[18].
- Exposition du Cercle artistique de Bruxelles de 1878 : Sous le grand tilleul[19].
- Salon de Bruxelles de 1878 : L'Ivrognerie (non inscrit au catalogue)[9].
- Salon de Gand de 1880 : Le Maître est là et La Femme au veston rouge[20].
- Salon de Bruxelles de 1881 : Le Sphinx[21].
- Salon de Bruxelles de 1884 : Le Fils prodigue et Les Deux bouquets[22].
- Salon des XX de 1886 (III) : Un matin sur les bords de la Meuse et Neige Vierge[23].
- Exposition personnelle à Saint-Gilles chez l'artiste en 1898 : 124 peintures[10].
- Salon de Bruxelles de 1900 : Nocturne, La Femme au chien, La Femme au papillon[24].
- Salon de Bruxelles de 1903 : Portrait de Mme. D.[25].

### Collection
Liste de quelques œuvres issues de la collection communale de Saint-Gilles (Bruxelles), :
- Autoportrait (1884) ;
- Portrait de religieuse ;
- Porte de Hal le soir ;
- Chemin de campagne ;
- Jeune homme ;
- Nu couché ;
- La Bohémienne
- Un Chemineau ;
- Un Vieux Flamand ;
- La Buveuse de schnik ;
- Avant le bal masqué, esquisse ;
- Le Canal de Willebroeck ;
- Ferme et champs ;
- La Causette dans la prairie.

### Le musée Speekaert
Selon les volontés testamentaires du défunt, exprimées le 24 février 1915, l'hôtel Speekaert, est aménagé en musée par la commune. Il est inauguré le 3 juin 1917. Au cours de la Seconde Guerre mondiale, le musée est très rarement ouvert au public, et ne reste accessible que durant quelques mois en 1945, avant que le bâtiment, aujourd'hui situé avenue Henri Jaspar, soit vendu, puis détruit en 1965.

## Distinction
- Chevalier de l'ordre de Léopold (par arrêté royal du 19 mars 1903)[27].